# Зааминский район
Заа́минский райо́н (тума́н; узб. Zomin tumani / Зомин тумани) — район в Джизакской области (вилояте) Узбекистана. Административный центр — городской посёлок Заамин. Единственный город в районе — Даштабад.

## История
В средние века по территории края пролегал Великий шелковый путь. После завоевания в 1868 году Российской империей восточных территорий Бухарского эмирата было создано административное образование в составе Среднеазиатских владений Российской империи — Зеравшанский округ.
В состав данного округа были включены города: Самарканд, Ургут, Пенджикент, Каттакурган, Чилек и Пайшанба, а также многочисленные кишлаки.
Таким образом, территория нынешнего Зааминского района впервые вошла в чётко определённый субъект — Туркестанское генерал-губернаторство.
1 января 1887 года Зеравшанский округ был упразднён, и его территория была включена в состав новообразованной Самаркандской области.
Данная область делилась на 4 уезда: Джизакский, Катта-Курганский, Самаркандский и Ходжентский. Территория современного Зааминского района входила в состав Ходжентского уезда.
30 апреля 1918 года территория Самаркандской области стала частью Туркестанской АССР, а 14 октября 1924 года в СССР произошло национально-территориальное размежевание Средней Азии.
29 сентября 1926 года Зааминский район был образован в составе Джизакской области Узбекской ССР, с тех пор в ней и находится .
24 декабря 1962 года Зааминский район был включён в состав Джизакского района, а 31 декабря 1964 года выведен из его состава и сделан самостоятельным районом.

## География
Зааминский район расположен в юго-восточной части Джизакской области. С севера граничит с Сырдарьинской областью, c юга — с Бахмальским районом Джизакской области и с Согдийской областью Республики Таджикистан, с востока — с Янгиабадским районом Джизакской области и с Согдийской областью Таджикистана, с запада — с Зарбадарским и Джизакским районами Джизакской области.
Общая площадь территории района составляет 2663 км² и с этим показателем находится на 2-м месте (после Фаришского района) в Джизакской области.
Северную, центральную и восточную части Зааминского района занимают низменности, а в южной и юго-западной частях находятся горы и адыры.
Высота над уровнем моря увеличивается с севера на юг. По южной части Зааминского района проходит Туркестанский хребет.
На территории района расположена пещера Пшагар.

## Климат
Климат района является субтропическим внутриконтинентальным с чётко выраженной сезонностью. Зима (период со среднесуточной температурой ниже 0 °C) в среднем длится с 3-й декады ноября до 2-й декады марта.
В период календарной зимы могут отмечаться непродолжительные (3-8 дней) периоды морозов (с ночной температурой до -13 °C, реже — до -20 °C).
Средняя температура января равна -1,5 °C, а средняя температура июля — +32 °C. Всю зиму часто бывают оттепели, когда температура с -5 °C поднимается до +7 °C и выше, иногда достигая значений +12..+16 °C.
Переходные сезоны достаточно коротки. Часто практически летние температуры регистрируются в середине и конце марта, в апреле.
Лето (период с дневной температурой выше +20 °C и среднесуточной выше +15 °C) длится со 2-й декады апреля до 3-й декады октября.
В июне и июле дневная температура обычно превышает 40-градусную отметку (в среднем 20-40 дней за летний сезон).
В среднем на территории района выпадает 350-360 мм осадков за год (основная часть осадков — весной и осенью). Вегетационный период длится 239-240 дней.

## Природа
Флора и фауна Зааминского района являются одними из самых богатых в Узбекистане. На территории района повсеместно распространены саксаулы, дженгилы, верблюжьи колючки, метёлки, полыни и другие растения, которые имеют большое кормовое значение для разводимых здесь каракулевых овец, верблюдов и других животных.
В горной местности в дикорастущем виде встречаются яблоня, арча, грецкий орех, фисташка, миндаль, шиповник, барбарис и другие растения.
На территории района распространены верблюды, бурые медведи, кабаны, архары, джейраны, волки, лисы, сайги, зайцы, барсуки, различные виды грызунов, ящериц и змей, включая гадюковых и удавов.
Известны неоднократные сообщения об обнаружении на юге района снежных барсов. Из птиц наиболее распространены утки, беркуты, кеклики, рябковые, орлы и коршуны.

## Население
По данным на 2015 год, численность населения в Зааминском районе насчитывала 153 500 человек. Основная часть жителей района проживает в сельской местности.
Более 93% населения района составляют узбеки. Из этнических меньшинств преобладают киргизы. Также в районе проживают казахи, русские, татары и другие.

## Административно-территориальное устройство
Административным центром района является городской посёлок Заамин с населением около 20 000 человек. В Зааминском районе также расположен город Даштабад с населением примерно 25 000 человек. Имеются многочисленные маленькие кишлаки.
В состав района также входят 11 сельских сходов граждан:
1. Бешкуби,
2. Галлакор,
3. Гульшан,
4. Дуоба,
5. Наваи,
6. Обихаёт,
7. Тинчлик,
8. Тошкесган,
9. Чорвадор,
10. Ширин,
11. Янгихаёт.

## Экономика

### Сельское хозяйство
Земельный фонд района в целом составляет 286 500 га. Из них 197 300 га используется для выращивания сельскохозяйственных продуктов.
В Зааминском районе в основном развиты следующие отрасли сельского хозяйства: скотоводство, земледелие (хлопководство, овощеводство, бахчеводство, садоводство, виноградарство).
Действует несколько ширкатных (кооперативных) хозяйств, специализирующихся на животноводстве, птицеводстве, пчеловодстве, зерноводстве, хлопководстве и овощеводстве.
Общее количество фермерских хозяйств превышает 600. Ежегодно на территории района выращивается в среднем 25 000 тонн зерна и 16 700 тонн хлопка.

### Промышленность
Экономика и промышленность Зааминского района являются одними из самых развитых в Джизакской области. На территории района имеются месторождения золота, бурого угля, меди, мрамора, гранита и сланцев.
Разработка этих месторождений ведётся в основном открытым способом. Функционируют предприятия по переработке мрамора и хлопка.
Имеются предприятия по производству кирпичей, бетонных плит, напитков, кондитерских изделий, молочных продуктов и продуктов питания.
Работают более 50 предприятий малого бизнеса (в частности, Даштабадский хлопкоперерабатывающий завод). В 2015 году объём промышленной продукции составил 33,5 млрд сум.

### Транспорт
По территории Зааминского района проходят железнодорожная ветка на линии Ташкент — Самарканд, а также автомобильные дороги по маршрутам Заамин — Джизак, Заамин — Гулистан, Самарканд — Ташкент. Поддерживается автобусное сообщение по многим направлениям.

## Социальная сфера

### Образование
По состоянию на 2014 год, в Зааминском районе функционировали 73 общеобразовательные школы, в которых получают образование более 32 000 детей.
По состоянию на 2004 год, на территории района действовали профессиональный колледж и лицей.

### Культура и просвещение
В Зааминском районе ведут работу Дворец культуры, дома культуры и многочисленные клубы. В каждом населённом пункте района открыты центральные библиотеки.
Кроме распространённых по всему Узбекистану и Джизакской области газет, журналов, радиостанций и телеканалов, на территории Зааминского района с 1933 года издаётся газета под названием «Sharq tongi».

### Медицина
По состоянию на середину 2000-х годов, в районе действовали 2 больницы, поликлиники, фельдшерско-акушерские пункты, сельские врачебные пункты и амбулатории (почти в каждом населённом пункте).
На территории Зааминского района функционирует множество различных санаториев и мест реабилитации для больных с почти всеми видами заболеваний.
Благодаря горному воздуху и природе, санатории района привлекают людей со всего Узбекистана и из других стран..

### Спорт
В Зааминском районе работает большое количество стадионов, спортзалов, спортплощадок, бассейнов и других спортивных сооружений.
Многие спортсмены Узбекистана и других стран проводят свои сборы и этапы подготовки на территории данного района из-за горного воздуха, хорошей экологии и инфраструктуры.

## Туризм
В Зааминском районе находится крупнейшая сеть туристической инфраструктуры Узбекистана. На территории района сосредоточены многочисленные летние и зимние детские лагеря, базы альпинистов, спортивные базы, санатории.
Например, санаторий «Заамин» — один из крупнейших и известнейших санаторно-туристических центров в Средней Азии. Он является климатическим курортом, расположенным в одном из живописнейших уголков Зааминского района — на северных склонах Туркестанского хребта (на высоте 2000 метров над уровнем моря), на территориях Зааминского государственного горно-арчового заповедника и Зааминского национального парка.
Горный ландшафт, чистый воздух и обилие солнца — всё это создаёт благоприятные условия для проведения климато-профилактических и климато-терапевтических процедур для людей с заболеваниями органов дыхания.
В Зааминском районе имеются исторические места, связанные с Уструшаной и Пешагаром (руины древних городов, небольшое количество архитектурных памятников, Зааминский краеведческий музей).
Кроме этого, в ущелье Тешиктош горной цепи Моргузар в Зааминском районе, расположена известная среди местных жителей гробница «Парпи ойим». Эта достопримечательность является популярным местом паломничества, в особенности женщин, мечтающих о материнстве.